# Sallis
Sallis es un pueblo del Condado de Attala, Misisipi, Estados Unidos. Según el censo de 2000 tenía una población de 114 habitantes y una densidad de población de 104.8 hab/km².

## Demografía
Según el censo de 2000, había 114 personas, 50 hogares y 34 familias residiendo en la localidad. La densidad de población era de 104,8 hab./km². Había 58 viviendas con una densidad media de 53,3 viviendas/km². El 71,93% de los habitantes eran blancos, el 28,07% afroamericanos.
Según el censo, de los 50 hogares en el 30,0% había menores de 18 años, el 54,0% pertenecía a parejas casadas, el 14,0% tenía a una mujer como cabeza de familia y el 32,0% no eran familias. El 30,0% de los hogares estaba compuesto por un único individuo y el 18,0% pertenecía a alguien mayor de 65 años viviendo solo. El tamaño promedio de los hogares era de 2,28 personas y el de las familias de 2,79.
La población estaba distribuida en un 24,6% de habitantes menores de 18 años, un 5,3% entre 18 y 24 años, un 24,6% de 25 a 44, un 25,4% de 45 a 64 y un 20,2% de 65 años o mayores. La media de edad era 43 años. Por cada 100 mujeres había 83,9 hombres. Por cada 100 mujeres de 18 años o más, había 72,0 hombres.
Los ingresos medios por hogar en la localidad eran de 27.500 dólares ($) y los ingresos medios por familia eran 33.750 $. Los hombres tenían unos ingresos medios de 22.500 $ frente a los 13.750 $ para las mujeres. La renta per cápita para la ciudad era de 14.432 $. El 24,8% de la población y el 23,5% de las familias estaban por debajo del umbral de pobreza. El 53,8% de los menores de 18 años y el 25,0% de los habitantes de 65 años o más vivían por debajo del umbral de pobreza.

## Geografía
Según la Oficina del Censo de los Estados Unidos, la localidad tiene un área total de 1,1 km², todos ellos correspondientes a tierra firme.